# Miha Halzer
Miha Halzer (ur. 13 kwietnia 1985, zm. 9 sierpnia 2023) – słoweński kolarz górski, srebrny medalista mistrzostw świata i Europy.

## Kariera
Największy sukces w karierze Miha Halzer osiągnął w 2012 roku, kiedy zdobył srebrny medal w konkurencji cross-country eliminator podczas mistrzostw świata w Leogang. W zawodach tych wyprzedził go jedynie Ralph Näf ze Szwajcarii, a trzecie miejsce zajął Austriak Daniel Federspiel. Jest to pierwszy w historii medal zdobyty przez słoweńskiego kolarza MTB w rywalizacji mężczyzn. Rok później zdobył kolejny srebrny medal w tej konkurencji na mistrzostwach Europy w Bernie. Nie brał udziału w igrzyskach olimpijskich.